# Fjäkelmyra och Åby
Fjäkelmyra och Åby är en av SCB definierad avgränsad och namnsatt småort i Borlänge kommun, Dalarnas län. Den omfattar bebyggelse i byarna Fjäkelmyra, Kårby, Åby och Skomsarby i Stora Tuna socken, belägna väster om Torsång längs norra stranden av Dalälven.